# Виконт Уимборн

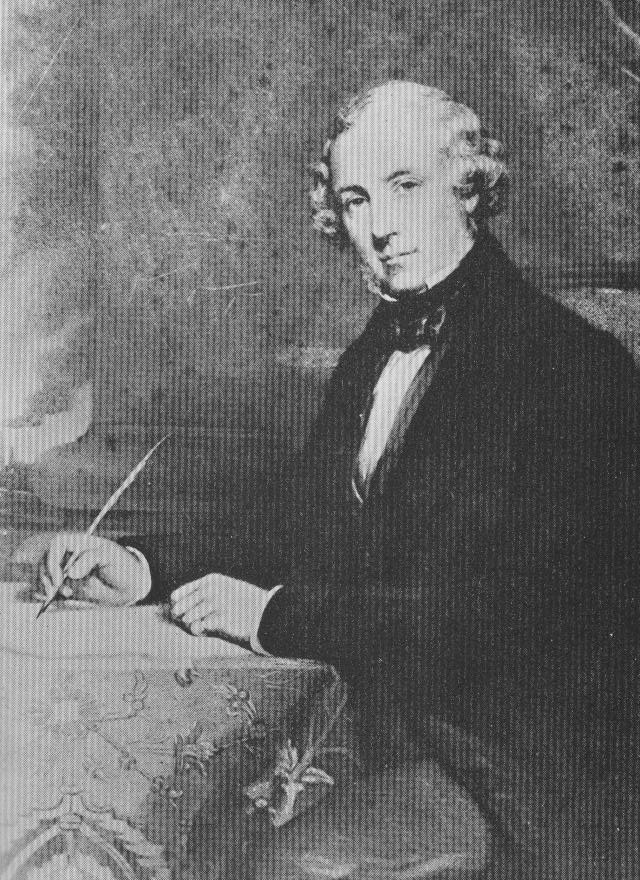
Сэр Джосайя Джон Гест, 1-й баронет (1785—1852)

Виконт Уимборн из Кенфорд Магна в графстве Дорсет — наследственный титул в системе Пэрства Соединённого королевства. Он был создан 15 июня 1918 года для Айвора Геста, 2-го барона Уимборна (1873—1939). Семья Гест происходит от инженера и бизнесмена Джона Джосайи Геста (1785—1852). 14 августа 1838 года для него был создан титул баронета из Доулейса в графстве Гламорган (Баронетство Соединённого королевства). Ему наследовал его старший сын, Айвор Берти Гест, 2-й баронет (1835—1914). В 1880 году для него был создан титул барона Уимборна из Кенфорд Магна в графстве Дорсет (Пэрство Соединённого королевства). После его смерти титулы перешли к его старшему сыну, Айвору Черчиллю Гесту, 2-му барону Уимборну (1873—1939). В 1910 году он получил звание пэра Соединённого королевства в качестве барона Эшби Сент-Леджерс из Эшби Сент-Леджерса в графстве Нортгемптон. После выхода на пенсию с должности лорда-лейтенанта Ирландии в 1918 году Айвор Гест получил титул виконта Уимборна из Кенфорд Магна в графстве Дорсет (Пэрство Соединённого королевства). Его сын, Айвор Гросвенор Гест, 2-й виконт Уимборн (1903—1967), представлял в Палате общин Великобритании Брекона и Радноршира (1935—1939).
По состоянию на 2024 год носителем титула являлся внук последнего, Айвор Мервин Вигорс Гест, 4-й виконт Уимброн (род. 1968), который сменил своего отца в 1993 году.

## Другие известные члены семьи Гест
- Монтегю Джон Гест (1839—1909), либеральный депутат Палаты общин от Йола (1869—1874) и Вэрхэма (1880—1885), третий сын 1-го баронета;
- Фредерик Эдвард Гест (1875—1937), британский политический деятель и спортсмен, депутат Палаты общин от Восточного Дорсета (1910, 1910—1922), Страуда (1923—1924), Северного Бристоля (1924—1929) и Плимута Дрейка (1931—1937), казначей королевского двора (1912—1915), парламентский секретарь казначейства (1917—1921) и министр авиации (1921—1922), сын 1-го барона Уимборна
- Подполковник Кристиан Генри Чарльз Гест (1874—1957), либеральный политик и военный, депутат Палаты общин от Восточного Дорсета (1910), Пембрука и Хаверфордуэста (1910—1918), Северного Бристоля (1922—1923) и Плимута Дрейка (1937—1945), старший брат предыдущего;
- Оскар Монтегю Гест (1888—1958), британский политик от либеральной и консервативной партий, депутат Палаты общин от Лафборо (1918—1922) и Северо-Западного Камберуэлла (1935—1945), младший сын 1-го барона Уимборна;
- Леди Шарлотта Элизабет Гест (1812—1895), английская переводчица и предприниматель, вторая супруга с 1833 года Джосайи Джона Геста, 1-го баронета из Доулейса (1785—1852).

В 1870 году 1-й барон Уимборн купил большой дом на Арлингтон-стрит 22 в Лондоне, который оставался лондонской резиденцией виконтов Уимборн до 1947 года.

## Баронеты Гест из Доулейса (1838)
- 1838—1852: Сэр Джон Джосайя Гест, 1-й баронет (2 февраля 1785 — 26 ноября 1852), сын Томаса Геста (ум. 1807);
- 1852—1914: Сэр Айвор Берти Гест, 2-й баронет (29 августа 1835 — 22 февраля 1914), старший сын предыдущего, барон Уимборн с 1880 года.

## Бароны Уимборн (1880)
- 1880—1914: Айвор Берти Гест, 1-й барон Уимборн (29 августа 1835 — 22 февраля 1914), старший сын 1-го баронета;
- 1914—1939: Айвор Черчилль Гест, 2-й барон Уимборн (16 января 1873 — 14 июня 1939), старший сын предыдущего, барон Эшби Сент-Леджерс с 1910 года и виконт Уимборн с 1918 года.

## Виконтов Уимборн (1918)
- 1918—1939: Айвор Черчилль Гест, 1-й виконт Уимборн (16 января 1873 — 14 июня 1939), старший сын 1-го барона Уимборна. Депутат Палаты общин Великобритании от Плимута (1900—1906) и Кардифа (1906—1910), генеральный казначей (1910—1912), лорда-в-ожидании (1913—1915) и лорд-лейтенант Ирландии (1915—1918);
- 1939—1967: Айвор Гросвенор Гест, 2-й виконт Уимборн (21 февраля 1903 — 7 января 1967), единственный сын предыдущего;
- 1967—1993: Айвор Фокс-Странгуэйс Гест, 3-й виконт Уимборн (2 декабря 1939 — 17 декабря 1993), старший сын предыдущего;
- 1993 — настоящее время: Айвор Мервин Вигорс Гест, 4-й виконт Уимборн (род. 19 сентября 1968), единственный сын предыдущего;
  - Наследник титула: достопочтенный Айвор Н.Г.И. Гест (род. 2016), единственный сын предыдущего; 
    - Второй наследник: достопочтенный Джулиан Джон Гест (род. 12 октября 1945), дядя предыдущего;
      - Третий наследник: достопочтенный Чарльз Джеймс Гест (род. 10 июля 1950), младший брат предыдущего;
      - Четвёртый наследник: Генри Джеймс Гест (род. 1978), старший сын предыдущего.